# Hautajärvi (Junosuando socken, Norrbotten, 750409-179134)
Hautajärvi är en sjö i Pajala kommun i Norrbotten och ingår i Torneälvens huvudavrinningsområde.